# 검댕둥근잎박쥐
검댕둥근잎박쥐(Hipposideros fuliginosus)는 잎코박쥐과에 속하는 박쥐의 일종이다. 카메룬과 콩고민주공화국, 코트디부아르, 가봉, 가나, 기니, 라이베리아, 나이지리아, 시에라리온, 우간다에서 발견된다. 자연 서식지는 아열대 또는 열대 기후 지역의 습윤 저지대 숲과 습윤 사바나 지역이다. 서식지 감소로 위협을 받고 있다.